# Jewgienij Domożyrow
Jewgienij Waleryjewicz Domożyrow (ros. Евгений Валерьевич Доможиров; urodzony 28 lipca 1974) jest rosyjskim politykiem opozycyjnym. W latach 2011–2012 był deputowanym do Zgromadzenia Ustawodawczego Obwodu Wołogdy. Był przewodniczącym Rady Regionalnego Ruchu Publicznego na rzecz Praw Człowieka w Wołogdzie „Razem: wolność, własność, odpowiedzialność”. Do 24 sierpnia 2012 r. Domożyrow był członkiem partii Sprawiedliwa Rosja – Za Prawdę. Od stycznia 2015 roku jest członkiem Rady Centralnej partii Rosja Przyszłości. Od 2018 roku jest koordynatorem regionalnej komórki organizacji Aleksieja Nawalnego w Wołogdzie oraz członkiem komisji ds. samorządu lokalnego Zgromadzenia Parlamentarnego Północno-Zachodniej Rosji.

## Biografia
Jewgienij Domożyrow urodził się 28 lipca 1974 r. w Wołogdzie. Uczył się w Zespole Szkół nr 30, a następnie w Szkole Zawodowej nr 18 w klasie o specjalizacji kucharz-cukiernik. Po ukończeniu szkoły pracował w handlu detalicznym. Następnie studiował na kierunku Administracja Państwowa i Samorządowa na Państwowym Uniwersytecie Technicznym w Wołogdzie, który ukończył w 2005 r.
Domożyrow zajął się polityką w 2007 roku jako asystent Michaiła Surowa podczas wyborów do Zgromadzenia Ustawodawczego Obwodu Wołogdy. W 2009 roku został szefem Regionalnej Organizacji Publicznej Wołogdy „Unia Ochrony Przedsiębiorców”. W latach 2010–2012 był członkiem partii „Sprawiedliwa Rosja”.
W 2010 roku Domożyrow założył ruch „Razem: wolność, własność, odpowiedzialność”, którego celem jest walka z korupcją we władzach miejskich Wołogdy. W tym samym roku kandydował do Duma Miasta Wołogdy w okręgu wyborczym nr 13 (Okręg wyborczy Priluki (Wołogda)). W wyborach zajął drugie miejsce, uzyskując 22,74% głosów. W tamtym okresie spotykał się z działaniami lokalnej policji mającymi charakter prześladowania.
W grudniu 2011 roku Domożyrow został deputowanym do Zgromadzenia Ustawodawczego Obwodu Wołogdy, uzyskując 24,3% głosów. W 2012 roku ze względu na toczące się przeciwko niemu postępowanie karne musiał zrezygnować z tego stanowiska.
Domożyrow stał się szerzej znany opinii publicznej w maju 2012 roku, kiedy policja zatrzymała autobusy przewożące ludzi z jego miasta na Marsz Milionów. Samochód, którym podróżował polityk wraz ze współpracownikiem, został ostrzelany. Mieszkańcom Wołogdy uniemożliwiono podróż każdym z dostępnych środków komunikacji – Domożyrowowi udało się uzyskać zgodę na podróż autobusami. W ten sposób udało mu się dotrzeć do Moskwy, gdzie przemawiał publicznie – oficjalnie rozpoczął protest przemawiając ze sceny, jako jedyny zdążając skorzystać z dostępnego nagłośnienia.
W styczniu 2013 roku nieznany sprawca napadł na polityka, zakradając się za jego plecami i uderzając go kijem z dużą siłą. Domożyrow wymagał opieki lekarskiej w lokalnym szpitalu.
W czerwcu 2013 roku Domożyrow ogłosił, że będzie kandydował w wyborach na burmistrza Wołogdy i Zgromadzenia Ustawodawczego. Odmówiono mu jednak rejestracji ze względu na dwudniowe opóźnienie w składaniu podpisów do komisji wyborczej. Jego podpisy pod wyborami na burmistrza zostały przyjęte tego samego dnia, jednak jego udział został ostatecznie uniemożliwiony, ponieważ ponad sto podpisów uznano za nieważne. Domożyrow zaproponował trzy możliwe opcje rozwoju wydarzeń: pozwać komisję wyborczą, wesprzeć Aleksander Lukiczew w wyborach lub przyłączyć się do kampanii wyborczej Aleksieja Nawalnego w Moskwie.
W maju 2014 roku nieznani sprawcy podpalili samochód opozycjonisty – pojazd doszczętnie spłonął. Ze względu na pracę, a także na potrzeby dzieci (z czego dwójka z niepełnosprawnością) polityk pozyskał drugi samochód – użyczył go inny polityk, Siergiej Gorodiszenin. Po dwóch tygodniach pożyczony samochód został podpalony i uległ zniszczeniu.
W marcu 2016 roku Domożyrowowi postawiono zarzut zniesławienia przedstawiciela władz, dyrektora departamentu urbanistyki i planowania, Antona Musikhina. Zarzuty te zostały w 2019 roku oddalone przez sąd wyższej instancji. W kwietniu, krótko przez protestem zorganizowanym w związku z zabudową lokalnych terenów zielonych, polityk został zatrzymany przez policję. Miesiąc później, w maju 2016 roku w okolicach przedszkola do którego uczęszczały dzieci polityka, został postrzelony przez nieznanego sprawcę, prawdopodobnie z pistoletu typu OSA. Motywy ataku nie były znane. Współpracownik Nawalnego, Leonid Wołkow, potępił napaść w poście na Twitterze.
Partia Aleksieja Nawalnego, Partia Postępu, otworzyła 23 kwietnia swój oddział w Wołogdzie. Liderem oddziału został Domożyrow.
W styczniu 2019 roku na drodze do Moskwy samochód, którym podróżował polityk zderzył się z zaparkowanym na poboczu, nieoświetlonym pojazdem służb drogowych marki KamAZ. Żona polityka, Olga, w stanie ciężkim przetransportowana została do szpitala. Początkowo policja twierdziła, że KamAZ, z którym zderzył się samochód Domożyrowa, nie miał włączonych świateł z powodu awarii (według policji był holowany przez drugi, sprawny pojazd – wersja ta została odrzucona przez sąd). W związku z tym w kwietniu wytoczono mu sprawę karną, oskarżając o nieostrożność w prowadzeniu pojazdu, skutkującą wypadkiem i uszczerbkiem na zdrowiu drugiej osoby. Zarzuty te zostały oddalone we wrześniu 2019.
Po publicznej krytyce rosyjskiej inwazji na Ukrainę w 2022 roku Domożyrow otrzymał pięć wyroków za szerzenie dezinformacji na temat armii rosyjskiej. Polityk opuścił kraj w 2022 roku, a w październiku tego samego roku znalazł się na liście osób poszukiwanych przez Rosję. Od tamtego czasu mieszka w Polsce, dalej prowadząc opozycyjną działalność polityczną.
Na emigracji Domożyrow prowadzi działalność polityczną, organizując wiece i protesty, jak również charytatywną – w tym zbierając środki na zakup generatorów dla Ukrainy.

## Życie osobiste
Domożyrow jest żonaty (żona Olga) i ma pięcioro dzieci.